# Cosmic Carnival
Albums de Ride
Carnival of Light
(1994) Live Light
(1995)
Cosmic Carnival est une compilation du groupe Ride parue au Japon.

## Titres
Tous les titres ont été écrits par Ride, sauf mention contraire.
1. At the End of the Universe
2. I Don't Know Where It Comes From (Andy Bell)
3. Let's Get Lost (Andy Bell)
4. Don't Let It Die (Mark Gardener)
5. Walkabout (Laurence Colbert, Steve Queralt)
6. Moonlight Medecine (Ride on the Wire Mix)
7. Rolling Thunder #2 (Andy Bell)
8. I Don't Know Where It Comes From (Appolo 11 Mix) (Andy Bell)
9. Journey to the End of the Universe